# Umargam
Umargam là một thị trấn thống kê (census town) của quận Valsad thuộc bang Gujarat, Ấn Độ.

## Nhân khẩu
Theo điều tra dân số năm 2001 của Ấn Độ, Umargam có dân số 21.648 người. Phái nam chiếm 55% tổng số dân và phái nữ chiếm 45%. Umargam có tỷ lệ 71% biết đọc biết viết, cao hơn tỷ lệ trung bình toàn quốc là 59,5%: tỷ lệ cho phái nam là 78%, và tỷ lệ cho phái nữ là 62%. Tại Umargam, 14% dân số nhỏ hơn 6 tuổi.